# Chris Brady
Christopher Keith Brady (Naperville, Illinois, Estados Unidos, 3 de marzo de 2004) es un futbolista estadounidense que juega de portero en el Chicago Fire de la Major League Soccer.

## Trayectoria
Nacido en Naperville, Illinois, se unió al Chicago Fire en 2017, jugando con la cantera. El 24 de marzo de 2020, firmó un acuerdo de jugador de cantera con el Chicago Fire, uniéndose al primer equipo del club en la Major League Soccer.

### Forward Madison FC (préstamo)
El 24 de julio de 2020 fue cedido al Forward Madison FC de la USL League One. Debutó como profesional con el club el 23 de agosto contra el Orlando City B, siendo titular en la victoria por 3-1.
El 13 de noviembre de 2020, tras la temporada 2020, fue nombrado Jugador Joven del Año de la USL League One. En ocho partidos, registró tres vallas invictas a lo largo de su cesión.
La siguiente temporada volvió al Forward Madison FC el 11 de junio de 2021, en calidad de cedido. Al igual que en la temporada anterior, dividiría sus entrenamientos con los dos delanteros del Madison mientras volvía ocasionalmente al Chicago Fire. Un día después, el 12 de junio, volvió a debutar con el club contra los Richmond Kickers. En el empate a cero, el jugador se quedó con la portería a cero, y salvó un mano a mano con Emiliano Terzaghi de los Kickers.

## Selección nacional
El 25 de enero de 2019 fue seleccionado en la selección sub-15 de Estados Unidos que participaría en el Campeonato Sub-15 de la Concacaf de 2019.

## Estadísticas

### Clubes
Actualizado al último partido disputado el 11 de septiembre de 2022.
| Club                              | Div.          | Temporada     | Liga  | Liga  | Copas nacionales | Copas nacionales | Copas internacionales | Copas internacionales | Total | Total |
| Club                              | Div.          | Temporada     | Part. | Goles | Part.            | Goles            | Part.                 | Goles                 | Part. | Goles |
| --------------------------------- | ------------- | ------------- | ----- | ----- | ---------------- | ---------------- | --------------------- | --------------------- | ----- | ----- |
| Forward Madison FC Estados Unidos | 4.ª           | 2020          | 8     | -6    | —                | —                | —                     | —                     | 8     | -6    |
| Forward Madison FC Estados Unidos | 4.ª           | 2021          | 1     | 0     | —                | —                | —                     | —                     | 1     | 0     |
| Forward Madison FC Estados Unidos | Total club    | Total club    | 9     | -6    | 0                | 0                | 0                     | 0                     | 9     | -6    |
| Chicago Fire FC II Estados Unidos | 3.ª           | 2022          | 12    | -10   | —                | —                | —                     | —                     | 12    | -10   |
| Chicago Fire FC II Estados Unidos | Total club    | Total club    | 12    | -10   | 0                | 0                | 0                     | 0                     | 12    | -10   |
| Total carrera                     | Total carrera | Total carrera | 21    | -16   | 0                | 0                | 0                     | 0                     | 21    | -16   |

## Palmarés

### Títulos internacionales
| Título                           | Equipo                                 | País     | Año  |
| -------------------------------- | -------------------------------------- | -------- | ---- |
| Campeonato Sub-20 de la Concacaf | Selección sub-20 de los Estados Unidos | Honduras | 2022 |

### Distinciones individuales
| Distinción                                                     | Año  |
| -------------------------------------------------------------- | ---- |
| El mejor portero del Campeonato Sub-20 de la Concacaf          | 2022 |
| Incluido en el Once ideal del Campeonato Sub-20 de la Concacaf | 2022 |